# Autobahndreieck Südharz
Das Autobahndreieck Südharz (Abkürzung: AD Südharz; Kurzform: Dreieck Südharz) ist ein Autobahndreieck im südwestlichen Sachsen-Anhalt. Es verbindet die Bundesautobahn 38 (Südharzautobahn) mit der Bundesautobahn 71 (Sangerhausen – Schweinfurt).

## Geographie
Das Dreieck liegt nicht in der gleichnamigen Gemeinde Südharz, sondern auf den Stadtgebieten von Allstedt und Sangerhausen im Landkreis Mansfeld-Südharz, zwischen den Ortsteilen Ober- und Niederröblingen. Es befindet sich etwa 95 km östlich von Göttingen, etwa 55 km nördlich von Erfurt und etwa 45 km westlich von Halle (Saale). Wenige Kilometer südlich befindet sich die Landesgrenze zu Thüringen.
Das Dreieck liegt am Rande der Naturparks Saale-Unstrut-Triasland und Kyffhäuser mit dem Kyffhäuserdenkmal.
Das Autobahndreieck Südharz trägt auf der A 71 die Anschlussstellennummer 1, auf der A 38 die Nummer 17.

## Geschichte
Der Arbeitstitel für das Autobahndreieck war AD Oberröblingen.
Es wurde am 29. April 2013 nach dreieinhalbjähriger Bauzeit zusammen mit dem Autobahnabschnitt der A 71 von Heldrungen bis zum Dreieck Südharz für den Verkehr freigegeben. Die A 38 war in diesem Bereich bereits seit 2002 für den Verkehr befahrbar. Bauvorleistungen in Form des Brückenbauwerks wurden schon im Zuge des Baus der A 38 errichtet.
Im Frühjahr 2013 meldete das Land Sachsen-Anhalt den Bau einer Nordverlängerung der A 71 bis zur A 14 für den Bundesverkehrswegeplan 2030 an. Dieses Vorhaben hätte das Autobahndreieck Südharz zu einem Autobahnkreuz erweitert. Doch wegen des starken Bevölkerungsrückgangs im Mansfelder Land wurde bei der wirtschaftlichen Prüfung dieses Vorhabens ein zu geringes Kosten-Nutzen-Verhältnis festgestellt. Deshalb wurde die Verlängerung nicht in den Bundesverkehrswegeplan 2030 aufgenommen.
Analog zum Autobahndreieck Südharz wurde am 1. Januar 2019 das Autobahndreieck Vienenburg im niedersächsischen Landkreis Goslar zum Autobahndreieck Nordharz (A 36/369) umbenannt.

## Bauform und Ausbauzustand
Beide Autobahnen sind vierstreifig ausgebaut. Alle Verbindungsrampen sind einspurig ausgeführt.
Das Dreieck wurde als rechtsgeführte Trompete angelegt.

## Verkehrsaufkommen
| Von                        | Nach               | Durchschnittliche tägliche Verkehrsstärke | Anteil Schwerlastverkehr |
| -------------------------- | ------------------ | ----------------------------------------- | ------------------------ |
| AS Sangerhausen-Süd (A 38) | AD Südharz         | 29.000                                    | 21,7 %                   |
| AD Südharz                 | AS Allstedt (A 38) | 28.700                                    | 21,2 %                   |
| AD Südharz                 | AS Artern (A 71)   | 09.900                                    | 14,9 %                   |